# Christian Glattli
Pour les articles homonymes, voir Glattli.
Denis-Christian Glattli, né en 1954, est un physicien français, spécialiste de la physique quantique.

## Biographie
Après une thèse sur les cristaux d'électrons, Christian Glatti entre au CEA en 1986. Inspiré par les travaux de Rolf Landauer et Markus Büttiker, il s'intéresse aux conducteurs quantiques mésoscopiques, et développe des mesures pionnières de fluctuations du courant (bruit de grenaille). En 1996 il publie une démonstration expérimentale de la suppression du bruit de grenaille dû au principe d'exclusion de Pauli, confirmant les résultats précédents de M. Reznikov. En 1997, il réalise la première observation de charges fractionnaires e/3 en matière condensée qui lui valent plusieurs prix nationaux et internationaux. En 2000, il fonde le groupe de Physique Mésoscopique au Laboratoire Pierre Aigrain de l'Ecole Normale Supérieure et réalise la première source à électron unique temporellement contrôlée basé. 
De retour au CEA Saclay, dirigeant une équipe de l’Iramis-DSM (CEA-Saclay),  il réalise expérimentalement une prédiction de Leonid Levitov du MIT de Boston faite vingtaine d'années auparavant avec l'observation du nouvelle quasi-particule appelée Léviton. Les recherches ont notamment permis des avancées sur des questions telles que : « Comment envoyer des électrons un par un dans un circuit ? », « Que se passe-t-il, dans un circuit électrique, quand on appuie sur un interrupteur ? », « Et combien d’électrons auront traversé un point du circuit après un certain temps ? ».

## Distinction
- Prix Louis Ancel de la Société française de physique en 1998
- [3].Prix Agilent de la société Européenne de Physique 1999
- Médaille d'argent du CNRS en 1998.